# Format de paquet
Un format de paquet és una manera particular d'agrupar arxius informàtics per a una distribució específica. Paràmetres que s'han de complir, poden ser; la quantitat mínima d'arxius a entregar, l'ordre específic, el contingut i el tipus d'arxiu. D'aquesta manera un paquet que ha estat allotjat en un repositori i ha estat descarregat o s'ha adquirit per un altre canal se'n pot: identificar el format; verificar la integritat i l'autenticitat del paquet; obtenir-ne la informació disponible, alhora que es pot identificar els fitxers que s'han d'instal·lar. El gestor de paquets és l'eina responsable d'instal·lar, actualitzar o desinstal·lar els paquets. Un bon format de paquet no ha de perdre, afegir o alterar les dades originals per tal que pugui ser reconstruït exactament pel receptor. Receptors diferents poden necessitar formats diferents en funció de la distribució, el sistema operatiu o l'arquitectura de l'ordinador. Gràcies a la reunificació dels components, el programari pot transportar els arxius i obtenir molta informació sobre el contingut del paquet. Les metadades poden incloure descripcions del programari, dependències, arxius de configuració, arquitectura de l'ordinador, llicència, manuals i altra informació important. Els formats de paquet disposen d'extensions diferents que s'associen a distribucions o famílies de distribucions. D'aquesta manera el format de paquet .deb s'associa a Debian; empra dpkg i apt com a gestors de paquets i es pot emprar en distribucions com Devuan, Kali Linux, Ubuntu i totes les derivades com Kubuntu o Linux Mint.